# 1520.
1520. je tretje desetletje v 16. stoletju med letoma 1520 in 1529. 